# シャンゼリゼ (モーモールルギャバンのアルバム)
シャンゼリゼは日本のロックバンド、モーモールルギャバンの6枚目のアルバム。キングレコードのレーベル「STANDING THERE, ROCKS」から2015年6月24日にリリースされた。

## 解説
- プロデュースはヨシオカトシカズ、ジャケットはメンバー3人の髪形をモチーフとしたケーキの写真である。
- 今作はSTANDING THERE, ROCKSにレーベル移籍後の第一弾であり、フル・アルバムとしては前作『僕は暗闇で迸る命、若さを叫ぶ』から3年3か月ぶりである。
- タワーレコードオリジナル特典として、オリジナルしおり＆「激近！衝撃直撃ライブ＆乱写会」応募ハガキ封入。

## 収録曲
1. さらば人類 (3:53)
リードトラック。PVが作製されている。
Bメロで尾家がスチール・ギターを用いノイズを出している[1]。
2. クレイジーベイビー (5:08)
3. ナイトメアダンス (5:45)
4. 紅のベッド (4:38)
5. 000 (3:19)
丸山が考えたベースのフレーズとドラムのパターンを基に矢島が歌とコードと歌詞を付け、尾家がアレンジを手掛け完成させた[2]。
6. あなたに (3:58)
7. ザ・ラストトレインスター (3:37)
ディープ・パープルのハイウェイ・スターを彷彿とさせる展開となっている。今回一番フザけた曲[1]。
8. ハイパーライター (2:46)
9. N (5:50)
10. バイララ (4:40)

（作詞・作曲：モーモールルギャバン）

## 参加メンバー
- ゲイリー・ビッチェ (矢島剛) ：ドラム/ヴォーカル (#1, #2, #3, #4, #6, #7, #8, #10)
- ユコ＝カティ (尾家祐子) ：キーボード/ヴォーカル (#3, #4, #5, #9)/コーラス/銅鑼 (#5, #10)
- T-マルガリータ (丸山知秀) ：ベース/コーラス